# Ramal ferroviario

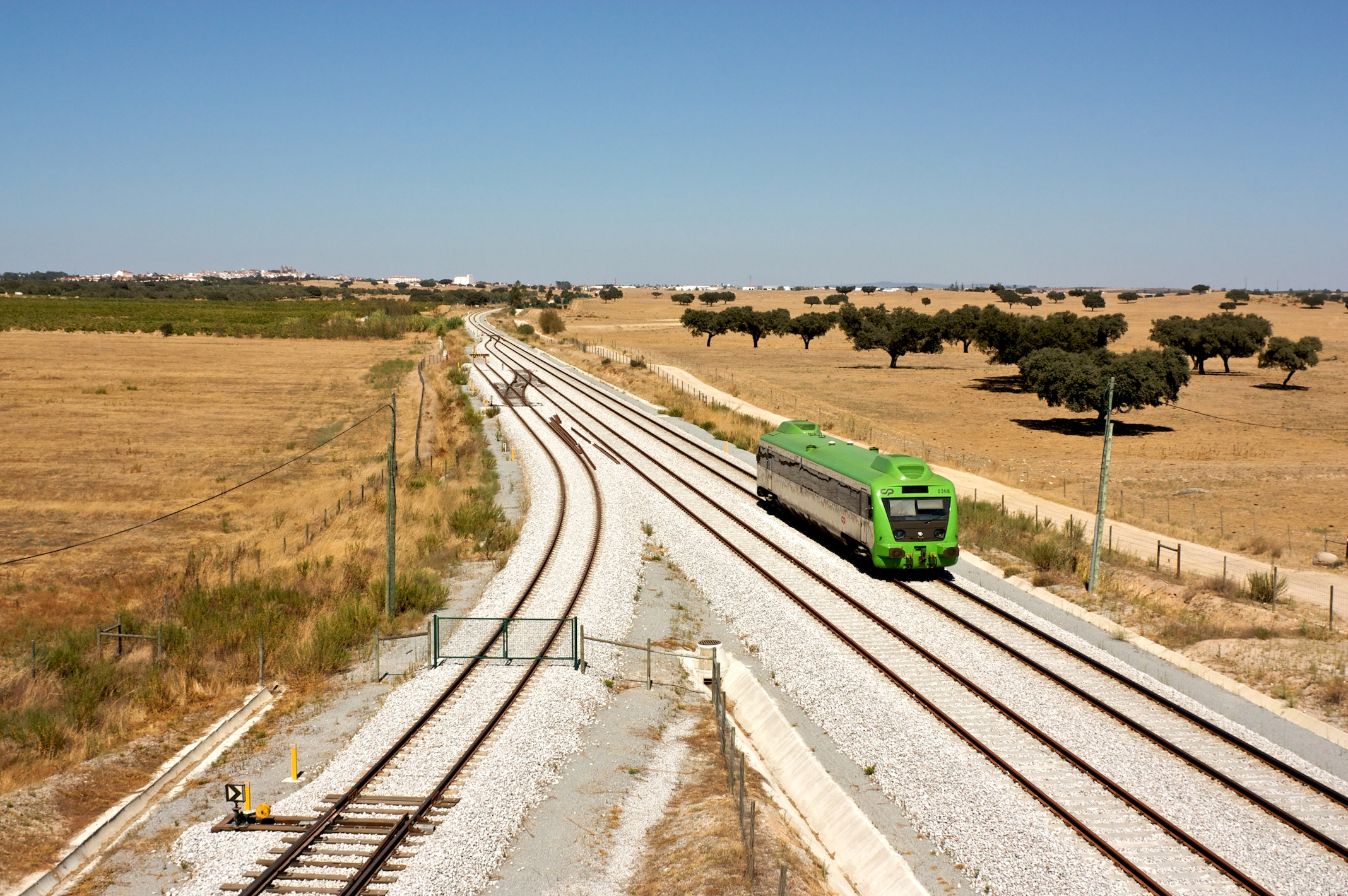
Enlace de ramal con línea principal.

Un ramal ferroviario es una línea subsidiaria de una línea troncal o con otro ramal, y sirve para unir puntos importantes distantes de la vía principal, teniendo generalmente pocas estaciones.
Los principales tipos de ramal son:
- Ramal de unión: ramal que une una ciudad a la línea troncal. Ejemplos:
  - Ramal de Ribeirão Bonito, que unía la ciudad de São Carlos a la línea troncal de la Compañía Paulista, en Brasil
  - Ramal de Piracicaba, que unía la ciudad de Piracicaba a la línea troncal de la Compañía Paulista, en Brasil
  - Ramal de Tomar, que une esta ciudad a la Línea del Norte, en Portugal

- Ramal “especial”: ramal que cuenta con sólo una estación. (Los ramales particulares, que unen habitualmente grandes unidades industriales o comerciales con la línea principal, son de este tipo.) Ejemplos:
  - Ramal Hipódromo, que unía la Estación Hipódromo a la línea troncal de la São Paulo Railway, en Brasil
  - Ramal del Estadio Nacional, que unía este a la Línea de Cascaes, en Portugal

- Ramal “atajo”: ramal que reduce el recorrido en un tramo de ferrocarril. Ejemplos:
  - Ramal Suzano-Ribeirão Pires, que une Suzano a Rio Grande da Serra, construida por la MRS Logística, en Brasil
  - Variante de Alcácer do Sal, que evita esta ciudad en la Línea del Sur, en Portugal (a este tipo no se aplica la designación "ramal" en la terminología ferroviaria portuguesa, pero si "variante" o "concordancia", según la presencia de dos o tres bifurcaciones)

- Ramal puente: ramal que une dos vías de ferrocarril. Ejemplos:
  - Ramal Bauru, que unía las ciudades de Bauru (Compañía Paulista/Noroeste de Brasil) a la ciudad de Botucatu (Sorocabana), en Brasil
  - Concordancia de Poceirão, que une las líneas del Sur y del Alentejo, en Portugal (a este tipo no se aplica la designación "ramal" en la terminología ferroviaria portuguesa, pero si "concordancia", a excepción del Metropolitano de Lisboa, donde se llama ramal técnico)

- Ramal de extensión: ramal que comienza donde otra línea termina, dando continuidad a la vía principal. Ejemplos:
  - Ramal de Descalvado, que une Descalvado (estación final del Ramal de Descalvado) a Aurora, en Brasil
  - Ramal Internacional de Valença, que une esta ciudad con Galicia, a modo de prolongación de la Línea del Miño, en Portugal (conocido así desde la desaparición del Ramal de Monzón, originalmente el tramo final de la Línea del Miño).

- Ramal chileno: ramal que conecta la costa con la línea central del país. Ejemplos:
  - Ramal de Constitución Ramal Talca - Constitución a Talca, en Maule
  - Ramal Paine - Talagante
  - Ramal Santiago - Cartagena